# Thalassophryne punctata
Thalassophryne punctata är en fiskart som beskrevs av Steindachner, 1876. Thalassophryne punctata ingår i släktet Thalassophryne och familjen paddfiskar. Inga underarter finns listade i Catalogue of Life.